# Vedelsläktet
Vedelsläktet, Astragalus, är ett släkte i familjen ärtväxter med 2500 till 3000 arter. Det är därmed det mest artrika släktet bland blomväxterna.

## Förekomst
Släktets utbredning omfattar främst torra till halvtorra, tempererade områden på norra halvklotet, i Sydamerika och i tropiska Östafrika. Speciellt stor artdiversitet finns i Sydvästasien (1 000–1 500 arter), på Tibetanska högplatån (cirka 550 arter), i västra Nordamerika (450–500 arter) och i Anderna (cirka 100 arter), medan det i Europa finns cirka 140 arter (av vilka 50 är endemiska). I Norden förekommer sju arter naturligt. Det höga antalet beskrivna arter beror på många små isolerade endemiska reliktförekomster i bergstrakter.

## Kännetecken
Beskrivningen inkluderar de ibland urskilda släktena Astracantha och Orophaca (se avsnittet Taxonomi).
Ett- till fleråriga örter, halvbuskar eller buskar, som kan delas in i tre grupper: Ettåriga örter (80 arter), fleråriga örter med ett krypande eller hemikryptofytiskt växtsätt (2500 arter) och kuddformiga, taggiga buskar (300 arter). Kala eller håriga: hår enkla (längs kanten på stipler och stödblad ofta med basal glandel), eller (symmetriskt eller asymmetriskt) tvågrenade; vita och/eller svarta. Bladen är parbladiga, med eller utan uddblad, trefingrade (Orophaca) eller, sällan, kransställda; småblad hela, helbräddade. Bladskaftet (rachis) slutar ibland i en torn (Astracantha och några andra arter). Stipler fria eller vidvuxna bladskaftet, ofta urnupet stjälkomfattande. Klasar i bladvecken, oskaftade till skaftade (ibland med stödblad), få- eller mångblommiga. Foder trattlikt, klocklikt eller rörformat, med fem tänder, ibland uppblåst i frukt. Segel vanligen urnupet i spetsen och oftast tydligt skaftat. Kölen längre än vingarna; trubbspetsad (skiljekaraktär mot Oxytropis som har uddspetsad köl). Ståndarsträngar sammanvuxna 9+1, sällan fem rörformigt sammanvuxna. Balja en till tvårummig, av mycket varierande utseende, vanligen med kölad underkant och en fåra längs överkanten, ibland uppblåst; väggarna hinnartade, läderaktiga eller sällan hårda; kal eller hårig. Frön ett till flera; rektangulära till njurformiga; utan bihang.

## Nordiska arter
Bladen hos alla nordiska arter är parbladiga med uddblad. Alla nordiska arter är fleråriga. Av de nordiska arterna förs sandvedel till undersläktet Cercidothrix, strandvedel och kikvedel till Hypoglottis och de övriga till Phaca.
|  | Sandvedel, Astragalus arenarius (Sect. Craccina). Stjälkar upp till 35 cm, nedliggande till upprätta, greniga, ganska täthåriga. Blad 3-5 cm med 2-6(9) par (nästan) linjära och tilltryckt håriga småblad. Stipler sammanvuxna. Kronblad purpurröda till violetta. Blommor med 1,5-3 mm långt skaft, i 1,5-3 cm långa, glest 3- till 7-blommiga, klasar. Växer sällsynt på sandiga gräshedar med stäppflora i Östra Skåne. 82 Astragalus glycyphyllos L.jpg\|Sötvedel, Astragalus glycyphyllos (Sect. Glycyphyllus). Stor, men lågvuxen, stjälkar upp till 120(150) cm långa, nedliggande till uppstigande, "växer i sicksack". Blad upp till 2 dm, med 3-7 par ganska breda småblad. Stipler 1,5-2 cm, lancettlika, spetsiga. Krona gröngul. Klasar skaftade (skaftet vanligen kortare än halva bladlängden), mångblommiga, 2-5 cm långa. Balja cirka 4 cm, krökt, kal, brun, mångfröig. Växer på torr, solvarm, öppen mark. Tämligen allmän i Danmark, södra Sverige till sydöstra Norrland, sydöstligaste Norge. Inkommen på några få lokaler i sydvästra Finland.                                                    |
|  | Smällvedel, Astragalus penduliflorus (Sect. Cenantrum). Upprätt, upp till 50(70) cm. Blad upp till 10 cm, med 7-15 par ganska smala småblad. Stipler smala. Krona klargul. Klasar 2-4 cm långa, skaftade (skaftet liklångt med eller längre än bladen). Balja starkt uppblåst, med svarta strax avfallande hår. Förekommer mycket sällsynt på tallmo och öppen grusmark i Dalarna, Jämtland, Medelpad och Ångermanland (närmaste fyndorter i Alperna). |
|  | Isvedel, Astragalus frigidus (Sect. Cenantrum). 8-35 cm, upprätt eller med krökt stambas, vanligen ogrenad, kal (sällan svagt hårig). Blad upp till 15 cm långa med 4-6(8) par smalt äggrunda till smalt elliptiska småblad (den bredbladigaste ärtväxten i fjällen). Stipler rundade, trubbiga. Kronblad gulvita. Klasar 5- till 20-blommiga, på 5-10 cm långa skaft. Baljor enrummiga, hinnartade, svagt uppblåsta, vanligen håriga, hängande, smalt ellipsoida och spetsiga i båda ändar. Växer ganska sällsynt (lokalt talrikt) på fuktiga, helst kalkrika, fjällsluttningar från Härjedalen norrut, längre mot norr även i ängsskogar och längs bäckar utanför fjällen (förekommer även i norra Finland på sådana lokaler). |
|  | Fjällvedel, Astragalus alpinus (Sect. Komaroviella). Två varieteter var. alpinus (ljus fjällvedel) och var. arcticus (mörk fjällvedel), mellanformer förekommer. Tuvlikt växtsätt med 1-15(30) cm långa krypande till uppstigande trinda stjälkar. Blad 2-8 cm, med 7-12 par smalt elliptiska småblad. Stipler sammanvuxna (på övre blad nästan fria). Hos var. alpinus är foderflikar och foderpip liklånga, hos var. arcticus är fodertänderna av ungefär halva foderpipens längd. Hos var. alpinus är seglet vitt med violett spets, vingarna vita och kölen vit med mörkviolett spets (sällan alla kronblad vita). Hos var. arcticus är kronbladen violetta. Blommor 5-15 i huvudlik klase på 3-8(15) cm långt skaft. Baljor enrummiga till ofullständigt tvårummiga, hängande, som unga svarthåriga. Förekommer i större delen av Norge, i Sverige från Dalarna norrut och i större delen av Finland (ej i västra delen av den södra halvan). Var. alpinus har en sydligare utbredning än var. arcticus. Allmän i fjällen i allehanda gräsmarker, vid stränder och i vägkanter; mer spridda förekomster i låglandet. |
|  | Vippvedel, Astragalus norvegicus (Sect. Hemiphaca ). Stjälkar kantiga/fårade, 13-34 cm långa, upprätta. Blad 5-8 cm med 5-7 par (smalt) äggrunda småblad. Stipler ej sammanvuxna. Kronblad bleklila/gråblå, med vingar som är längre än kölen. Blommor i 2,5 till 5 cm långa, 10- till 20-blommiga klasar på 5-20 cm långt, kantigt till svagt fårat, skaft. Baljor ofullständigt tvårummiga, hängade, mer eller mindre tätt svarthåriga. Tämligen sällsynt på kalkrika gräs- och grusmarker i fjällen. Ej i låglandet. |
|  | Strandvedel, Astragalus danicus (Sect. Hypoglottidei). Stjälkar upp till 30 cm, slanka, nedliggande till upprätta, håriga. Blad 3-6(8) cm, med 6-12 par smala småblad; på båda sidor håriga. Blommor blåvioletta, (nästan) oskaftade i en 3-15(20)-blommig huvudlik klase. Baljor små, svarta, tätt vithåriga. Växer sällsynt på strandängar: flera lokaler i Danmark, men i Sverige bara en lokal i Bohuslän och vid Klintehamn på Gotland (utgången från lokaler norr om Malmö och vid Kalmar). |
|  | Kikvedel, Astragalus cicer (Sect. Hypoglottidei). Stjälkar upprätta, upp till 80 cm höga. Blad 10-20 cm, med (8)10-15 par ofta uddspetsade småblad. Stipler något eller upp till hälften sammanvuxna. Kronblad blekgula. Blommor i 4-6 cm långa, ganska tätblommiga klasar på 4-16 cm långt, svarthårigt skaft. Balja kraftigt uppblåst, med nästan hjärtlik bas och med utspärrade vita och tilltryckta svarta hår. Tillfälligt förvildad, bofast i Laholmstrakten. Förekommer naturligt från Belgien och Italien till Turkiet och Kaukasus. |

## Taxonomi
Joseph Pitton de Tournefort beskrev år 1700 släktena Astragalus, Tragacantha och Astragaloides. Carl von Linné slog 1753 ihop de två förstnämnda i Astragalus (med tvårummig balja) och döpte om Astragaloides till Phaca (med uppblåst enrummig balja). Augustin Pyrame de Candolle skilde ut Oxytropis (med uddspetsad köl) från Linnés Astragalus (med trubbig köl) 1802 och denna uppdelning står sig till idag. Phaca slogs med tiden samman med Astragalus eftersom mellanformer upptäcktes. Nathaniel Lord Britton skilde 1897 ut Orophaca med trefingrade blad.. Bortsett från att Per Axel Rydberg 1929 delade upp Astragalus i 28 släkten (vilket ingen följt - annat än för indelning av Astragalus i sektioner), hände ingenting förrän Dieter Podlech skilde ut Astracantha (arter vars blad avslutas i en torn, alltså detsamma som Tourneforts Tragacantha) 1983. Trots att Podlech själv förde tillbaka Astracantha till Astragalus 1997 och att molekylärfylogenetiska studier visat att Astracantha, liksom Orophaca, är insprängt i Astragalus (som alltså om Astracantha och Orophaca upprätthålls blir parafyletiskt) följs denna uppdelning fortfarande av vissa av de stora databaserna, som The Plant List (med 241 arter förda till Astracantha och åtta förda till Orophaca) och Tropicos, medan exempelvis Catalogue of Life anser båda släktena som synonymer till Astragalus. 2006 fördes 20 kinesiska arter som vid molekylärfylogenetisk analys visar sig vara närmare släkt med andra släkten, som Colutea, och som har hårigt stift till släktet Phyllolobium. Ytterligare några arter, som Astragalus pelecinus, A. vogelii, A. epiglottis och A. annularis, har befunnits vara närmare besläktade med andra släkten men förs fortfarande till Astragalus. Med undantag från några sådana avvikare är Astragalus s.str. (vilket inkluderar Astracantha och Orophaca) monofyletiskt.
Astragalus har delats i ett otal sektioner, vilka för Gamla Världens arter samlats i tre (plus Astracantha som eget släkte) till tio undersläkten och för Nordamerikas arter samlats i sju "falanger" (phalanx). Många av dessa indelningar (exempelvis samtliga undersläkten) är inte monofyletiska.

## Etymologi
"Vedel" är enligt Svenska Akademiens Ordbok troligen besläktat med "vial" och "vide" och "syftande på växtens böjliga klängen" (men vedlarna saknar ju klängen!). Elias Fries anger i Kritisk ordbok öfver svenska växtnamnen att Göran Wahlenberg anser namnet vara en "flexion af Vial" (i dennes Flora Svecica) men ger ingen ytterligare ledtråd. Enligt Strzlecka och Walczac skall namnet syfta på det krypande växtsättet och anger att det skall komma från en indoeuropeisk rot ui, "binda".

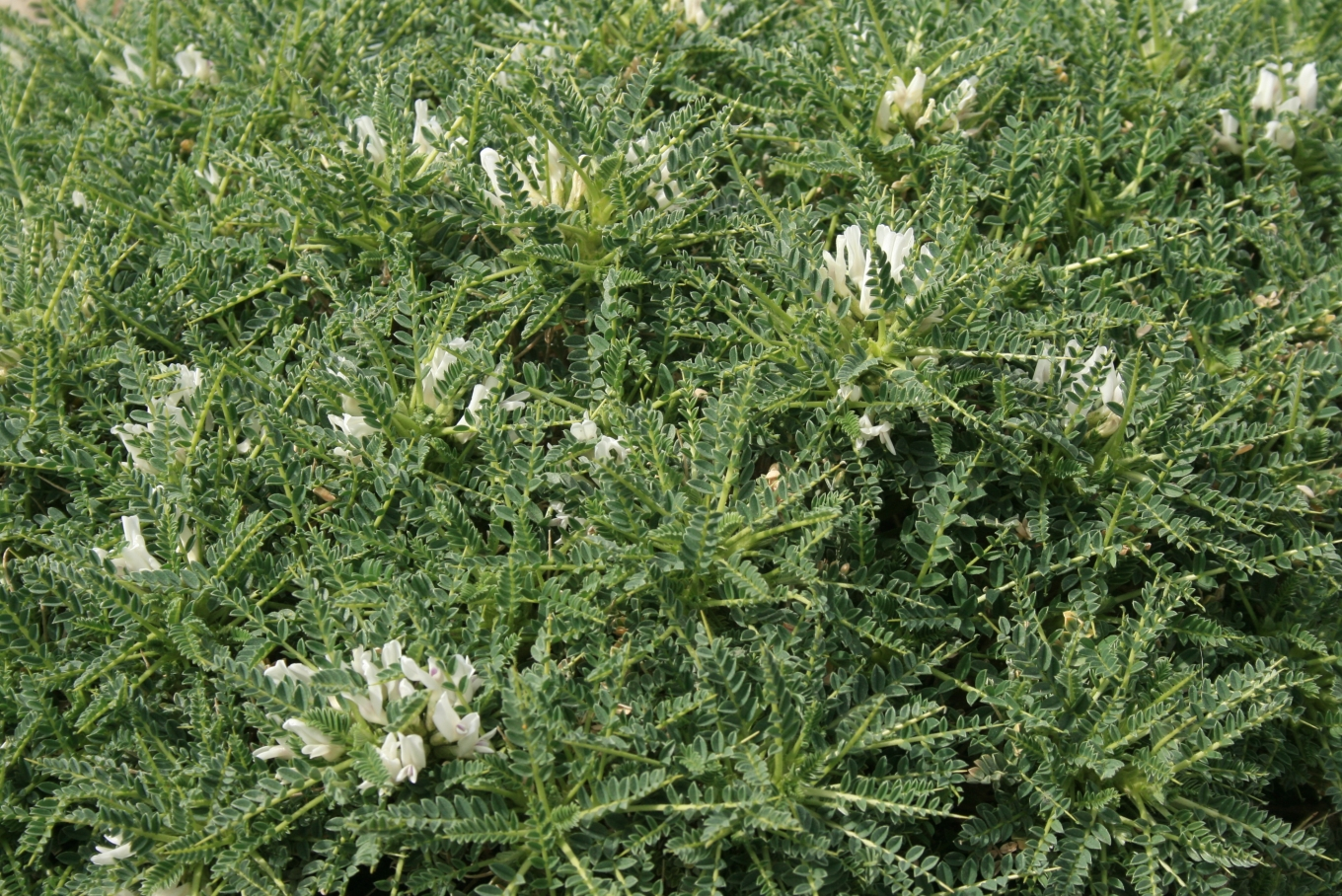
Astragalus tragacantha: "get-tornig halskota" eller "getmjölksstjärntörne"?

Även om det vetenskapliga namnet råder det skiftande meningar: Dels att Astragalus kommer från grekiska ἀστράγαλος, astrágalos, och betyder (hals)kota eller språngben och användes av Homeros 800 f.Kr. i Iliaden och Odyssén, dels att det är en sammansättning av ἀστήρ/ᾰ̓́στρον (aster/astron, stjärna), i pluralis ᾰ̓́στρα (astra), och γᾰ́λᾰ (gala, mjölk).
Enligt Merriam-Webster Online skulle namnets härstamning från "kota" syfta på blomklasarnas form, enligt Philip Miller kommer det från att fröna kläms ihop och blir fyrkantiga i baljan hos vissa arter.
Astragalos skall ha använts redan av de gamla grekerna om en buske och enligt Umberto Quattrocchi skall detta ha varit en ärtväxt - antingen vippärt (Lathyris (Orobus) niger) eller en Astragalus-art (Astragalus sempervirens eller Astragalus boeticus?). Amanda Neill uppger att "stjärna" kommer från blommans form (som inte liknar en stjärna) och "mjölk" från att grekerna trodde att växten ökade getternas mjölkproduktion. Arter i släktet kallas "milk-vetch" på engelska ("vetch" = vicker) och Tourneforts släktnamn Tragacantha (beskrivet år 1700 innefattande de Astragalus-arter vars blad slutatde i en torn, men som inkluderades i Astragalus av Linné 1753), betyder "gettörne", från τρᾰ́γος (tragos, get) och άκανθος (akanthos, törne: från ἀκή, ake, torn och ἄνθος anthos, blomma). Arten Astragalus tragacantha, beskriven av Linné 1753, kallas sålunda "goat's thorn milk vetch" enligt Royal Horticultural Society.